# Jaime Vera
Jaime Andrés Vera Rodríguez (ur. 25 marca 1963 w Santiago) – piłkarz chilijski grający podczas kariery na pozycji pomocnika.